# Distretto di Šal Aqyn
Il distretto di Šal Aqyn (in kazako: Шал ақын ауданы) è un distretto (audan) del Kazakistan con capoluogo Sergeevka.